# Jochen Brand
Jochen Brand (* 13. April 1944) ist ein ehemaliger deutscher Handballspieler.

## Laufbahn
Wie sein älterer Bruder Klaus und später sein jüngerer Bruder Heiner war auch Jochen Brand von Kindesbeinen an Mitglied des VfL Gummersbach.
Jochen Brand war als Spielmacher im Rückraum der Passgeber für den Rückraumschützen Hansi Schmidt, mit dem er gemeinsam sechs deutsche Meistertitel gewinnen konnte.
1967 war Jochen Brand zusammen mit Bruder Klaus beteiligt, als der VfL mit 17:13 gegen Dukla Prag erstmals Europapokalsieger wurde. Auch 1970 beim 14:11 gegen Dynamo Berlin waren Klaus und Jochen Brand dabei. 1971 beim 17:16 gegen Steaua Bukarest war nur Jochen auf dem Feld. 1974 beim vierten Europapokalsieg der Gummersbacher mit 19:17 gegen MAI Moskau wechselten sich dann Jochen und Heiner Brand auf der Spielmacherposition ab. In den europäischen Wettbewerben absolvierte Brand insgesamt 42 Spiele, in denen er 75 Tore erzielte. Die Anzahl der in der Bundesliga erfolgreichen Torabschlüsse lag bei 182.
In der Nationalmannschaft wurde Jochen Brand in 47 Länderspielen eingesetzt, in denen er 35 Tore warf. Er gehörte zur deutschen Mannschaft bei der Weltmeisterschaft 1970, die den 5. Platz erreichte.
Während seine Brüder nach ihrer Karriere auch als Trainer sehr erfolgreich waren, widmete sich Jochen Brand seiner beruflichen Laufbahn als Steuerberater.